# Anadolu Efes Spor Kulübü
Maillots
L’Anadolu Efes Spor Kulübü est un club turc de basket-ball basé dans la ville d'Istanbul.

## Historique
En 1976, le club turc de deuxième division Kadıköyspor, en faillite, est racheté par l'entreprise Efes Pilsen S.K., une filiale du groupe Anadolu.
Le club a remporté le championnat national de deuxième division turque de 1978 en étant invaincu, ce qui lui a valu une promotion en première division turque.
Lors de sa première saison dans l'élite du basket turc (1978-1979), Efes Pilsen S.K. a remporté le titre de champion de Turquie, s'imposant immédiatement comme l'un des meilleurs clubs du pays.
Après avoir terminé 2e de la Coupe d'Europe FIBA 1992-1993, Efes Pilsen S.K. a remporté la Coupe FIBA Korać 1995-96, le tout premier titre européen remporté par un club turc tout sport collectif confondu. Efes Pilsen S.K. est également devenu un membre permanent de l'EuroLigue, la compétition européenne la plus importante, atteignant son Final Four en 2000, ainsi que le Final Four 2001 de la FIBA SuproLeague, et terminant 3e à chaque fois.
En 2011, le club a changé son nom pour Anadolu Efes S.K., après que la TAPDK (Autorité de régulation du marché du tabac et de l'alcool) en Turquie ait interdit la promotion des produits du tabac et de l'alcool par des organisations sportives.

### Saison 2012-2013
La saison 2012-2013 de l'Anadolu Efes commence par quelques changements. D'abord, l'entraîneur de Galatasaray, Oktay Mahmuti est recruté pour entraîner l'équipe à la place d'Ufuk Sarıca. L'effectif de l'équipe est changé avec les départs de Tarence Kinsey, Ersan Ilyasova qui retourne en NBA, Vlado Ilievski et Cenk Akyol qui part pour Galatasaray. De l'autre côté, Mahmuti amène avec lui ses joueurs principaux de Galatasaray : Jamon Gordon, Josh Shipp mais aussi un jeune espoir de Pınar Karşıyaka, Birkan Batuk, le pivot expérimenté qui a évolué en NBA mais aussi avec l'équipe nationale Semih Erden, le jeune de Pertevniyal, Cedi Osman, mais surtout Jordan Farmar, en provenance des Hawks d'Atlanta comme star de l'équipe.
L'équipe commence par une victoire face Bandırma Banvit 79-69. La saison se termine sur un total de 25 victoires pour 5 défaites, avec 2491 points marqués et 2113 points encaissés. Lors de la saison régulière, le meilleur marqueur est Jordan Farmar avec 13,7 points par match, le meilleur rebondeur Kerem Gönlüm avec 5,9 prises par match et le meilleur passeur Jamon Gordon avec 3,9 passes. Durant les play-offs, l'équipe qui doit affronter les blessures de Stanko Barać, Jordan Farmar et l'éloignement de Saša Vujačić de l'effectif a du mal à passer le premier tour contre TED Ankara Kolejliler. Ils s'imposent 2-1 sur la série (76-79 ; 96-79 ; 97-61). Au second tour, ils affrontent Bandırma Banvit et sont éliminés 3-1 (72-70 ; 76-78 ; 69-75 ; 65-76).
La campagne d'Euroleague est un peu plus brillante, avec une élimination sur le fil 3-2 par le futur champion Olympiakós. Au premier tour, l'Efes se trouve dans le groupe C, composé du Žalgiris Kaunas, de l'EA7 Emporio Armani Milano, de l'Olympiakós, du Caja Laboral, et du Cedevita Zagreb. Le premier tour se solde par 5 victoires et 5 défaites. L'équipe atteint le Top 16, où elle se retrouve dans la poule du Real Madrid, du CSKA Moscou, du Panathinaïkos, de l'Unicaja Málaga, du Žalgiris Kaunas, de l'ALBA Berlin, et du Brose Baskets. Après une défaite face au CSKA Moscou (71-90), l'équipe réalise une série de 7 victoires consécutives. Elle termine le second tour avec 9 victoires pour 5 défaites, et termine à la troisième place. En playoffs l'Efes est opposé à l'Olympiakós, futur champion, par lesquels ils sont battus 3-2 (62-67 ; 53-71 ; 83-72 ; 74-73 ; 72-82). En Euroligue aussi, le meilleur marqueur de l'équipe est Jordan Farmar 13,8 points par match, meilleur rebondeur Semih Erden avec 5,9 rebonds par matchs, et le meilleur passeur Jamon Gordon avec 4 passes décisives par match.

### Saison 2013-2014
L'Efes se qualifie pour le Top 16 de l'Euroligue avec un bilan de 4 victoires contre 6 défaites. En décembre, le contrat entre l'Efes et l'entraîneur Oktay Mahmuti est rompu. Ce dernier est remplacé par Vangelis Angelou (en) qui signe un contrat de 2 ans et demi. Vangelou est remplacé au poste d'entraîneur par Dušan Ivković en juin 2014, il reste cependant entraîneur adjoint d'Ivković.

### Saisons suivantes
Lors de la saison 2015-2016, le club ne parvient pas à se qualifier pour les playoffs de l'Euroligue et Ivković est limogé en avril. Il est remplacé par Ahmet Çakı jusqu'à la fin de la saison.
Velimir Perasović est nommé entraîneur au début de la saison 2016-2017. Il conduit l'Anadolu en playoffs de l'Euroligue.
En décembre 2017, Perasović est limogé de son poste à l'Anadolu Efes en raison de résultats sportifs insuffisants. Il est remplacé à titre intérimaire par Agustí Julbe, puis par Ergin Ataman.
Lors de la saison 2018-2019, l'Efes bat en demi-finale de l'Euroligue son rival stambouliote du Fenerbahçe. L'Efes est battu en finale par le CSKA Moscou. Peu après, l'Anadolu Efes s'empresse de resigner les joueurs majeurs de cette exceptionnelle saison européenne : Vasilije Micić, Bryant Dunston, Krunoslav Simon, le capitaine Doğuş Balbay et l'entraîneur Ataman.
L'Anadolu Efes, qui conserve le même effectif depuis 3 saisons, remporte l'Euroligue 2020-2021. En championnat de Turquie, l'Anadolu Efes a un bilan de 29 victoires contre 1 défaite en saison régulière et remporte le championnat en étant invaincu en playoffs, avec un écart moyen de 24 points.

## Palmarès
- Euroligue (2) : 
  - Vainqueur en 2021 et 2022
  - Finaliste en 2019
  - Final Four en 2000 et 2002
- Coupe Korać (1) : 
  - Vainqueur en 1996
- Coupe d'Europe :
  - Finaliste en 1993
- Championnat de Turquie (16) : 1979, 1983, 1984, 1992, 1993, 1994, 1996, 1997, 2002, 2003, 2004, 2005, 2009, 2019, 2021, 2023
- Coupe de Turquie (12) : 1994, 1996, 1997, 1998, 2001, 2002, 2006, 2007, 2009, 2015, 2018, 2022
- Coupe du président (12) : 1986, 1992, 1993, 1996, 1998, 2000, 2006, 2009, 2010, 2015, 2018 et 2022

## Joueurs célèbres et marquants
- Mustafa Abi
- Cenk Akyol
- Ender Arslan
- Volkan Aydın
- Hüseyin Beşok
- Semih Erden
- Serkan Erdoğan
- Murat Evliyaoğlu
- Kerem Gönlüm
- Sinan Güler
- Ersan İlyasova
- İbrahim Kutluay
- Mehmet Okur
- Ömer Onan
- Tamer Oyguç
- Kaya Peker
- Ufuk Sarıca
- Kerem Tunçeri
- Mirsad Türkcan
- Hidayet Türkoğlu
- Alper Yılmaz
- Derrick Alston
- Marcus Brown
- Chris Corchiani
- Henry Domercant
- Erwin Dudley
- Jordan Farmar
- Jamon Gordon
- Antonio Granger
- Kenny Green
- Marcus Haislip
- Brian Howard
- Matt Janning
- Dewarick Spencer
- Trajan Langdon
- Anthony Mason
- Conrad McRae
- Drew Nicholas
- Scoonie Penn
- Mark Pope
- Larry Richard
- Scott Roth
- Preston Shumpert
- Charles Cornelius Smith
- Willie Solomon
- Bootsy Thornton
- Rod Sellers
- Rickie Winslow
- Mario Kasun
- Damir Mulaomerović
- Zoran Planinić
- Marko Popović
- Nikola Prkačin
- Nikola Vujčić
- Milko Bjelica
- Predrag Drobnjak
- Vlado Šćepanović
- Goran Nikolić
- Slavko Vraneš
- Dušan Kecman
- Igor Rakočević
- Duško Savanović
- Zoran Savić
- Vasilije Micić
- Jurica Golemac
- Boštjan Nachbar
- Saša Vujačić
- Michalis Kakiouzis
- Stratos Perperoglou
- Petar Naumoski
- Jayson Granger
- Thomas Heurtel
- Adrien Moerman
- Rodrigue Beaubois
- Kaspars Kambala
- Vassili Karassev
- Stéphane Lasme
- Daniel Santiago
- Saulius Štombergas

## Galerie

Ancien logo
Ancien logo
Logo actuel